# Osvald Käpp
Osvald Käpp (Tallinn, 17 de fevereiro de 1905 — Nova Iorque, 22 de dezembro de 1995) foi um lutador de estilo-livre estoniano, campeão olímpico.

## Carreira
Käpp treinou como ginasta e jogador de basquete antes de mudar para a luta livre em 1923. Em 1929, durante a Grande Depressão, ele imigrou para a cidade de Nova York e ganhou os títulos greco-romanos AAU (1929) e estilo-livre (1930-1931). Nos Jogos Olímpicos de Verão de 1928 em Amsterdã conquistou a medalha de ouro na categoria de peso leve.